# Berane
Berane (Serbio: Беране/Berane) es una ciudad situada en el noreste de Montenegro. Según el censo 2011, alcanzaba una población de 11.073 habitantes.
Es una ciudad multiconfesional, con una mayoría Serbia ortodoxa, y minoría musulmana.

## Historia
Fue de gran importancia holística, política y económica en la Serbia medieval. San Sava, el primer arzobispo serbio, fundó una de las primeras eparquías serbias aquí en 1219.
Berane fue fundada en 1862, formando parte del Sanjak de Novi Pazar. Desde julio de 1949 hasta marzo de 1992, Berane fue conocida como Ivangrado, en memoria del partisano montenegrino Ivan Milutinović, Héroe del Pueblo de Yugoslavia.

## Demografía
En el año 2003, la población del municipio estaba compuesta por 11.776 personas que representaban la siguiente estructura:
- Serbios (61.43%)
- Montenegrinos (12.7%)
- Bosnios (12%)
- Musulmanes (7.32%)

## Personalidades
- Puniša Račić (1886-1944), fue un político serbio.
- Dragoslav Jevrić (1974-), futbolista.
- Vladimir Dašić (1988-), jugador de baloncesto.
- Miki Novović  (1992-), jugador de baloncesto.
- Nemanja Radović  (1991-), jugador de baloncesto.